# Neuromatemática
Neuromatemática é uma nova área da matemática cujo objetivo é desenvolver o quadro conceitual necessário para a formulação rigorosa dos problemas apresentados pela neurobiologia. A definição de neuromatemática é controversa. Por exemplo, segundo Galushkin et al. a neuromatemática é o "ramo da matemática computacional aplicado ao desenvolvimento de métodos e soluções algorítmicas de problemas em neurocomputadores".